# Краснобровая ложнопищуха
Краснобровая ложнопищуха (лат. Climacteris erythrops) — вид птиц семейства ложнопищуховых.
Эндемик Австралии. Распространён вдоль юго-восточного побережья страны от южного Квинсленда на юг до Мельбурна.
Тело длиной 15—16 см и весом до 23 г. Лоб, верх головы, бока и хвост тёмно-серого цвета. Кончик хвоста пепельного цвета. Спина и крылья тёмно-коричневые. Некоторые кроющие крыльев красновато-коричневого цвета. Участок вокруг глаз ржаво-красного цвета. Горло, брови и стороны шеи бежевые. Грудь, брюхо, бока и нижняя часть хвоста тёмно-коричневые, отдельные перья имеют светлую кайму, что создаёт рябой узор. Самки отличаются красноватым оттенком груди и боковых сторон.
Вид обитает в лесах и на опушках, вдоль ручьёв и в балках. В горы поднимается на высоту до 1500 м над уровнем моря. Оседлые птицы. Активны днём. Держатся парами или небольшими группами. Большую часть дня проводят в поисках пищи. Питаются насекомыми, их личинками, яйцами и другими беспозвоночными, собирая их на стволах, ветвях и под корой деревьев.
Моногамные птицы. Сезон размножения длится с августа по январь. За сезон бывает две кладки. Гнёзда строят в дуплах. Дно выстилают травой и мхом. В кладке 2—3 яйца. Инкубация длится две недели. О птенцах заботятся оба родителя. Иногда им помогают самцы предыдущих выводков. Птенцы оставляют гнездо через 20 дней.